# アルバ共和国 (1944年)

アルバ共和国
Repubblica di Alba  (イタリア語)

アルバ共和国の地図

アルバ共和国（アルバきょうわこく）は、第二次世界大戦中、強まるイタリアのファシズムに抵抗するため、北イタリア、ピエモンテのアルバに1944年10月10日から、同年11月2日の間のみ存在したパルチザンによって成立した国である。国名は、ナポレオン戦争の間（1796年 - 1801年）同じ場所に存在した共和国の名をとって名付けられた。